# Chiese straniere in Inghilterra
Per Chiese straniere in Inghilterra, che traduce il termine storico inglese "Stranger Churches" si intendono quelle chiese formate da cristiani immigrati in Inghilterra e che conservano, nelle loro attività, la lingua e le caratteristiche dei luoghi d'origine. L'argomento è un ambito emergente della storiografia moderna, soprattutto inglese.
La prima chiesa straniera stabilita in Inghilterra è fondata dal riformatore protestante italiano Bernardino Ochino nel 1547. Cranmer, infatti, aveva invitato in Inghilterra sia Ochino che il riformatore Pietro Martire Vermigli con l'offerta di una pensione statale di 40 marchi. Sebbene la comunità fosse di lingua italiana, essa ospita pure protestanti di altra nazionalità, generalmente esuli in Inghilterra dopo essere fuggiti dall'inquisizione papale. Bernardino Ochino ottenendone il permesso dal vescovo Cranmer nel 1548. Sebbene stabilita per servire la comunità italiana a Londra, essa accoglie anche protestanti d'altra nazionalità. Il vescovo riformatore Thomas Cranmer vuole che questo sia un esempio di come voglia che proceda la Riforma in Inghilterra e per questo forza il vescovo tradizionalista Edmund Bonner a partecipare al sermone inaugurale di Ochino.
Nel 1549 Vermigli ottiene la cattedra di professore di teologia all'Università di Oxford, succedendo a Richard Smith. Nel 1549 prende parte a una grande controversia sull'Eucaristia, nella quale egli abbandona la dottrina luterana della consustanziazione e adotta la posizione di una presenza reale legata alla fede di chi riceve l'eucaristia. Vermigli influenza profondamente la posizione stessa di Cranmer e di Nicholas Ridley e esercita un profondo influsso anche sulle modifiche del 1552 al Libro della preghiera comune (Book of Common Prayer).
Nel XIX secolo una chiesa protestante di lingua italiana viene stabilita a Londra dall'ex prete e garibaldino Alessandro Gavazzi. Le riunioni si tenevano nella Gray's Inn Road (Sidmouth Street), 7, alle 17:30 (Sede della New National Scotch Church). Pubblica la rivista L'Eco di Savonarola.